# Iwanopil
Iwanopil (ukr. Іванопіль, do 1946 r. Januszpol) – osiedle typu miejskiego na Ukrainie w rejonie cudnowskim obwodu żytomierskiego.

## Historia
Dawny majątek Adama i Seweryna Bukarów.
Pod rozbiorami siedziba gminy Januszpol w powiecie żytomierskim guberni wołyńskiej.
Podczas okupacji hitlerowskiej, w lipcu 1941 roku Niemcy utworzyli getto dla żydowskich mieszkańców. Przebywało w nim około 1600 osób. 29 maja 1942 roku Niemcy zlikwidowali getto, a Żydów zamordowali w okolicy miasta. Sprawcami zbrodni było Gestapo i SD z Berdyczowa, niemiecka żandarmeria oraz ukraińska policja. 
W 1989 liczyło 4871 mieszkańców.
W 2013 liczyło 3409 mieszkańców.